# Retardo (audio)

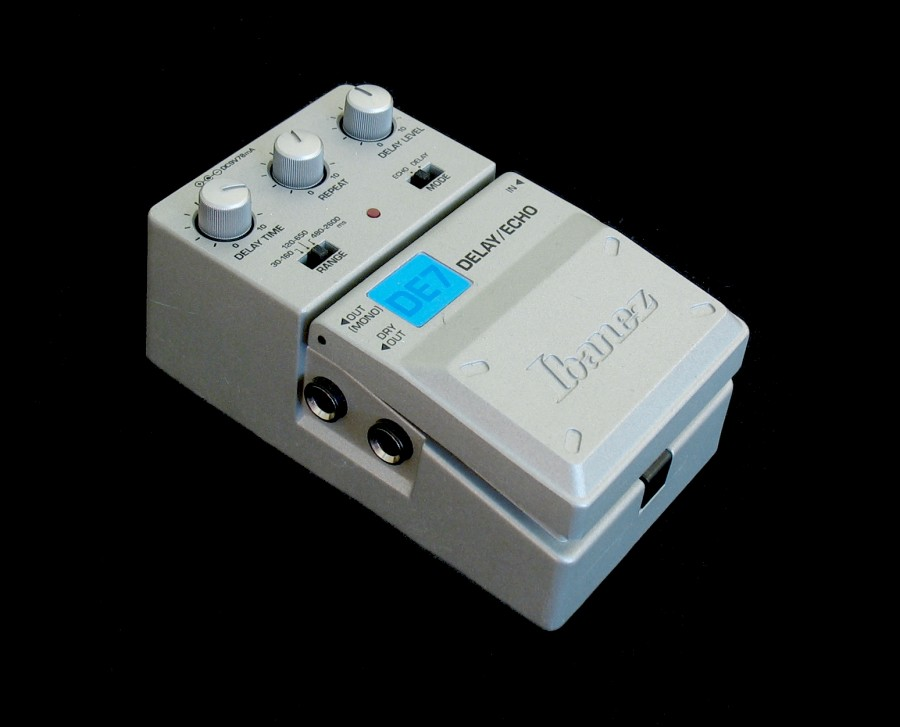
Pedal de delay.

El retardo (en inglés delay) es un efecto de sonido que consiste en la multiplicación y retraso modulado de una señal sonora. Una vez procesada la señal se mezcla con la original. El resultado es el clásico efecto de eco sonoro.
- Retraso: es el tiempo que tarda en producirse un eco, suele medirse en milisegundos o estar sincronizado con un tempo.
- Realimentación: es la cantidad de veces que se repite la señal sonora pudiendo ser cualquier valor entre una e infinito.
- Mezcla: es la cantidad de sonido retrasado que se mezcla con el original.

Estos son los parámetros básicos de cualquier módulo de retardo, pero no son los únicos posibles. En módulos más avanzados se pueden encontrar controles como la caída de frecuencias en el tiempo, ajustar varios ecos diferentes, sincronización MIDI, filtrado de frecuencias.
Existen multitud de modelos diferentes de retardo, tanto en forma de módulo analógico, como en forma de módulo digital, pero la mayor creatividad se encuentra en los módulos de retardo por software disponibles para diversas plataformas (VST, DX, RTAS, AudioUnit etc.).

## Retardos síncronos
Un retardo síncrono, o sincrónico, es aquel cuyo retraso corresponde a una fracción entera del tempo. Para calcular un retardo síncrono se sigue la siguiente fórmula:
{\displaystyle D={\frac {240\cdot 10^{3}}{n\cdot T}}}
Siendo D el retraso en milisegundos, T el tempo expresado en negras por minuto y n el denominador de la unidad de duración relativa a una redonda (p. ej. cuatro para una negra, ocho para una corchea, dieciséis para una semicorchea, etc.).